# Гуга (футболіст, 1964)
Алешандре да Сілва (порт. Alexandre da Silva), більш відомий як Гуга (порт. Guga, нар. 14 червня 1964, Озаску) — бразильський футболіст, що грав на позиції нападника.
Виступав, зокрема, за клуб «Сантус», з яким став найкращим бомбардиром чемпіонату Бразилії у 1993 році. Також грав за «Атлетіко Мінейру», у складі якого став переможцем Ліги Мінейро, та «Баїю», вигравши Лігу Баїяно. 

## Ігрова кар'єра
Народився 14 червня 1964 року в місті Озаску. Вихованець юнацьких команд футбольних клубів «Ботафогу» та «Кабофріенсе».
У дорослому футболі дебютував 1984 року виступами за команди «Кабофріенсе» і «Ювентус» (Ріо-Бранко). У 1985 році він переїхав до Еквадору в клуб «Есмеральдас Петролеро». Граючи за «Есмеральдас», він став найкращим бомбардиром еквадорської Серії А в 1985 році, забивши 24 голи.
1087 року повернувся на батьківщину і став гравцем клубу «Ітабуна», а наступного року перейшов у «Атлетіко Мінейру». З командорю він виграв чемпіонат штату Мінас-Жерайс — Лігу Мінейро у 1988 році. Він дебютував у бразильській Серії А 29 жовтня 1988 року в матчі проти «Сантоса» (2:1).
У 1990 році він підписав контракт з «Інтернасьйоналом», де залишався 6 місяців, зігравши лише в кількох іграх. Наприкінці 1991 року він підписав контракт із клубом «Інтернасьйонал Лімейра», а згодом перейшов у «Сантус». Він дебютував за клуб 29 січня 1992 року в матчі проти «Сан-Паулу» (1:1). З відходом Паулінью Макларена до португальського «Порту» Гуга успадкував футболку з номером 9 і став одним із лідерів команди. Загалом за «Сантус» він забив 73 голи у 156 іграх у 1992—1994 роках і став найкращим бомбардиром чемпіонату Бразилії 1993 року, забивши 14 голів.
У 1995 році новий президент Самір Абдул Хак вирішив оновити склад «Сантуса», звільнивши спортсменів з найвищими зарплатами, в результаті чого Гуга залишив клуб і відправився у «Ботафогу». У новій команді Гуга був лише дублером Туліо Маравільї, а після того як команда ще придбала бразильського збірника Донізете, Гуга вирішив прийняти пропозицію від «Аль-Аглі» (Джидда) з Саудівської Аравії.
Надалі Гуга грав за японську команду «Сересо Осака», а після повернення до Бразилії він приєднався до «Арасатуби».
У 1997 році став гравцем «Баїї», де він добре виступав у чемпіонаті Бразилії та став найкращим бомбардиром команди на турнірі, а у наступному 1998 році став з командою переможцем чемпіоном штату, але втратив місце в основі. Надалі захищав кольори клубів «Атлетіку Паранаенсе», «Бангу», «Пайсанду» (Белен), «Клуб Ремо» та «Бангу», а завершив ігрову кар'єру 2001 року у команді «Кабофріенсе», у складі якої вже виступав раніше.

## Титули і досягнення

### Командні
- Переможець Ліги Мінейро (1):

«Атлетіко Мінейру»: 1988
- Переможець Ліги Баїяно (1):

«Баїя»: 1998

### Особисті
- Найкращий бомбардир чемпіонату Бразилії: 1993 (14 голів)
- Найкращий бомбардир еквадорської Серії А: 1985 (24 голів)